# Les Chroniques Marge-iennes
Les Chroniques Marge-iennes est le seizième épisode de la vingt-septième saison de la série télévisée Les Simpson et le 590e épisode de la série. Il est sorti en première sur le réseau Fox le 13 mars 2016.

## Synopsis
Lisa est très intéressée par un programme spatial qui a pour but d'établir une colonie sur la planète Mars et Homer conseille à la famille d'approuver faussement son idée. Malheureusement, Marge se prend trop au jeu et décide de s'inscrire également.